# 亨利·卡伯特·洛奇
亨利·卡伯特·洛奇（英語：Henry Cabot Lodge，1850年5月12日—1924年11月9日），美国马萨诸塞州联邦参议员、历史学家，共和党党员。

## 生平
洛奇在哈佛大学获得历史学博士学位。他是西奥多·罗斯福总统长年的朋友与心腹，担任过首任参议院多数党领袖。洛奇以其外交立场而知名，尤其是1919年他与伍德罗·威尔逊总统在凡尔赛条约上的争执。1919年6月威尔逊在凡尔赛和约上签字后，11月参议院否认了威尔逊总统的签字决定。在之后参议院为重新通过凡尔赛条约所作的努力中，洛奇坚持要求保留国会的宣战权，但威尔逊总统拒绝了“保留议案”。最终参议院否决了凡尔赛和约，美国也没有加入国际联盟。
洛奇的孙子小亨利·卡伯特·洛奇后来亦为马萨诸塞州联邦参议员，并在1960年美国总统选举中担任共和党副总统候选人。他的另一个孙子约翰·戴维斯·洛奇则曾任康涅狄格州州长以及联邦众议员。